# Famille Almásy
 (janvier 2021).
La famille Almásy de Zsadány et Törökszentmiklós (en hongrois : zsadányi és törökszentmiklósi Almásy) est une ancienne famille de la noblesse hongroise.

## Histoire
Selon la légende, cette famille serait issue du clan Almási (hu), mais cela ne peut être prouvé. Une autre hypothèse, sans fondement également, en fait une branche de la famille Almásy de Károly et Eörs (eörsi és kukolyi Almásy en hongrois) et ainsi descendante du roi Coloman de Hongrie.
Le premier ancêtre prouvé est János Almásy qui reçoit en 1666 un don de noblesse et d'armoiries, confirmé en 1677. Plusieurs membres de la famille reçoivent le titre de comte: le général Ignác Almásy en 1771 (de la branche aînée, éteinte en 1915), le capitaine Ignác Almásy en 1815 et Pál Almásy, grand propriétaire foncier, en 1910.
Cette famille est actuellement présente en Hongrie, en Grande-Bretagne, aux États-Unis, en Autriche et en Belgique où ses membres ont été intégrés à la noblesse belge avec pour tous le titre de comte (2013).

## Membres notables
- János I Almásy, greffier de la Table royale puis alispán. Confirmé dans sa noblesse par Léopold Ier (1677). Père des deux suivants.
  - András Almásy, curé de Gyöngyös puis chanoine de Eger.
  - János II Almásy (hu) (1691-1765), parlementaire, capitaine en chef des Coumans et Iasses (jászkun főkapitány en hongrois) - mercenaires - du Palatin de Hongrie et membre du septemvir du Conseil de justice (Hétszemélyes táblának), conseiller secret. Père du suivant.
    - Pál Almásy (hu) (1722-1804), parlementaire, magistrat, capitaine en chef des Coumans et Iasses (jászkun) du Palatin de Hongrie et juge à la Cour des Sept. Père des deux suivants.
      - Tádé Pál Almásy (1750-1821), chambellan impérial et royal, gouverneur de Fiume, capitaine des Jászkun, Grand écuyer du royaume et garde de la Couronne (koronaőr).
      - Ignác Almásy (1751-1840), capitaine des Jászkun, főispán, chambellan puis vice-chancelier de la Couronne. Titré comte en 1815.
- Ignác Almásy (1725-1804), colonel de hussard, général. Gratifié du titre de comte en 1771.
- Pál Almásy (hu) (1749-1821), főispán et commissaire royal de différents comitats, conseiller secret interne de Joseph II, garde de la Couronne (koronaőr) (1810–1815), Grand écuyer du royaume, commandeur de l'Ordre de Saint-Étienne de Hongrie.
- Almásy Béla (1768-1821), garde de la Couronne, membre du septemvir, Grand écuyer du royaume, főispán de Arad.
- Pál Almásy (hu) (1818–1882), alispán, homme politique, vice-président de la Chambre des représentants pendant la guerre d'indépendance de 1848-1849 et dirigeant des organisations d'indépendance hongroise au cours des années 1860.
- Móric Almásy (1808-1881), conseiller secret, directeur de l'établissement de crédit foncier autrichien.
- Kálmán Almásy (1815-1898), important propriétaire terrien, capitaine de cavalerie, conseiller secret.
- Tasziló Almásy (1847-1915), peintre.
- György Almásy (1867-1937), asiologue, voyageur, zoologue et ethnographe hongrois. Père du suivant.
  - comte László Almásy (1889-1951), aventurier hongrois.
- Pál Almásy (hu) (1902–1985), Lieutenant-général (altábornagy) et ingénieur en mécanique, membre de la résistance hongroise durant la Seconde Guerre mondiale.
- Pál Almásy (1906-2003), photographe.
- comte Ernő Almásy (hu) (1818–1849), commandant de la Honvéd.
- comte Imre Almásy (hu) (1863–1940), propriétaire et homme politique.

## Pour approfondir